# USS Niagara (SP-263)
USS Niagara (SP-263) – jednostka pomocnicza United States Navy w okresie I wojny światowej.
„Niagara” została zbudowana w 1915 jako cywilny statek o tej samej nazwie. W 1917 została wcielona do służby jako okręt patrolowy (ang. section patrol boat) i przemianowany na USS „Niagara” (SP-263). Marynarka przemianowała jednostkę na SP-263 11 kwietnia 1918, odrzucając nazwę „Niagara”.
Po wojnie został przekazany United States Coast Guard 29 maja 1919. Został przerobiony na latarniowiec i przemianowany na USLHT „Poinsettia”.
Został przydzielony do 7 Dystryktu Latarni (ang. 7th Lighthouse District) w Key West. Spłonął i zatonął 27 grudnia 1928.